# Měl jsem psa a kočku
Měl jsem psa a kočku jsou úsměvné historky o psech, kočkách a lidech. Jednou z nich je i dobře známý příběh líčící výchovu malého nezbedného štěněte Dášeňky v rozumnou psí mámu, schopnou starat se o vlastní potomstvo. Čapek se v knížce mimo jiné zamýšlí nad přátelstvím člověka a psa a nad jeho proměnami v podmínkách městské civilizace. Z úvah vyplývá jeho láska ke zvířatům i přesvědčení o jejich nezastupitelné úloze v životě člověka přes všechno nepohodlí a nepříjemnosti, které bez zlé vůle dovedou napáchat.